# Idaea vilaflorensis
Idaea vilaflorensis là một loài bướm đêm trong họ Geometridae.